# شمامه اکیز
شمامه اکیز مربوط به هزاره اول (پیش از میلاد) - دوره اسلامی قرن ۶ تا ۸ ه.ق است و در شهرستان تکاب، بخش مرکزی، دهستان انصار، روستای کوتان علیا واقع شده است. این اثر در تاریخ ۳۰ دی ۱۳۸۵ با شمارهٔ ثبت ۱۶۷۶۱ به عنوان یکی از آثار ملی ایران به ثبت رسیده است.